# Thanks to
A Thanks to a dél-koreai F.T. Island együttes koreai nyelvű középlemeze, melyet 2013. szeptember 23-án jelentettek meg. A Memory és az Always With You dalokat I Honggi (Lee Hong-gi) komponálta, a Try Againt Cshö Dzsonghun (Choi Jong-hoon), a Falling Start I Dzsedzsin (Lee Jae-jin). A Memory című daluk első helyet ért el a tajvani Omusic slágerlistán, a középlemez pedig a G-MUSIC heti slágerlistáján, 28,84%-os részesedéssel az ázsiai albumeladások terén.
Szeptember 28-án és 29-én Szöulban léptek fel 6000 ember előtt az FTHX nevű koncerten, amin az új lemez dalait is előadták.

## Számlista
| #  | Cím                     | Dalszöveg                                                         | Zene                                                 | Hossz |
| -- | ----------------------- | ----------------------------------------------------------------- | ---------------------------------------------------- | ----- |
| 1. | Memory                  | I Honggi (Lee Hong-gi), Han Szongho (Han Seong-ho)]], R307        | I Honggi (Lee Hong-gi), R307                         | 03:15 |
| 2. | Falling Star            | I Dzsedzsin (Lee Jae-jin), I Hiszung (Lee Hui-seung), Vinyl House | I Dzsedzsin (Lee Jae-jin), Vinyl House               | 03:12 |
| 3. | Try Again               | Cshö Dzsonghun (Choi Jong-hoon), I Hiszung (Lee Hui-seung)        | Cshö Dzsonghun (Choi Jong-hoon)                      | 03:10 |
| 4. | Always With You         | I Honggi (Lee Hong-gi), Han Szunghun (Han Seung-hun)              | I Honggi (Lee Hong-gi), Han Szunghun (Han Seung-hun) | 03:31 |
| 5. | Memory (Instrumentális) |                                                                   | I Honggi (Lee Hong-gi), R307                         | 03:15 |